# Clipped
Clipped est une vidéo promo d'AC/DC sortie en format VHS en 1991 chez Warner Music Vision. Elle contient 3 clips des chansons de The Razors Edge et 2 clips des chansons de Blow Up Your Video.
La photographie de la pochette avait déjà été utilisée en 1990 pour le single Are You Ready.
En 2002, une version DVD fut réalisée. Elle contenait, en plus des clips de la version VHS, les clips de Big Gun et Hard as a Rock.
Les 5 clips de la version VHS sont présents sur le double DVD Family Jewels et les 2 clips ajoutés pour la version DVD sont présents sur Family Jewels 3, un DVD présent sur le coffret Backtracks.

## Titres
1. Thunderstruck
2. Moneytalks
3. Are You Ready
4. Heatseeker
5. That's the Way I Wanna Rock N Roll